# Siyabonga Sangweni
Siyabonga Sangweni (Empangeni, 29 september 1981) is een Zuid-Afrikaans voormalig voetballer die doorgaans als centrale verdediger speelde. Zijn laatste club was Orlando Pirates, waarvoor hij tussen 2011 en 2016 uitkwam. Sangweni maakte in 2007 zijn debuut voor het Zuid-Afrikaans voetbalelftal, waarvoor hij tot 2013 negenentwintig interlands speelde.

## Clubcarrière
Sangweni speelde tussen 2005 en 2011 erg lang voor Golden Arrows, maar in 2011 maakte hij de overstap naar Orlando Pirates. Bij die club werd Sangweni, tevens sterkhouder van de nationale elf, binnengehaald als een topaankoop. Tijdens zijn eerste seizoen bij de Pirates speelde hij 28 wedstrijden. Door zijn aandeel in het winnen van het kampioenschap, werd hij tevens genomineerd voor de titel van 'Speler van het Jaar'. Hij zou het uiteindelijk afleggen tegen Siyabonga Nomvethe, die namens Moroka Swallows topscorer werd. In 2016 zette Sangweni een punt achter zijn carrière vanwege blessureleed.

## Interlandcarrière
Op 26 mei 2007 debuteerde Sangweni voor het Zuid-Afrikaans voetbalelftal, toen er met 0-0 gelijkgespeeld werd tegen Malawi. Tevens werd hij opgenomen in de selectie voor het WK 2010, waar hij met gastland Zuid-Afrika in de groepsfase geëlimineerd zou worden.